# The Lost Colony
The Lost Colony ("den förlorade kolonin") är ett musikalbum från 2015 av den svenska duon Siri Karlsson. Skivan består av toner från svensk folkmusik blandat med jazz och psykedelisk musik. Duon utgörs av Cecilia Österholm på nyckelharpa och cittra och Maria Arnquist på altsaxofon och piano. På skivan medverkar även Jari Haapalainen på trummor, Torbjörn Zetterberg på bas och Simon Svärd på gitarr. Haapalainen var även producent.
The Lost Colony var duons tredje album. Det spelades in under våren 2014 och utmärker sig från tidigare album genom att innehålla mer sång, fler instrument och mer effekter. Låten "När mörkret faller" släpptes med en musikvideo i regi av Anna Erlandsson och Staffan Erlandsson och "Långt där ute" släpptes med en video i regi av David Giese.

## Mottagande
I Lira Musikmagasin skrev Timo Kangas: "Folkmusiken finns där i grunden, med melankoliska, mörka stämningar och i den ständigt återkommande nyckelharpan; den felande länken till vårt förflutna. Siri Karlsson ser dock till att bygga sin värld med personliga byggstenar. Elektroniskt svischande ljud, någon blinkning åt minimalismen och storslagna, filmiska musiklandskap införlivas i det multimyllrande uttryck som Siri Karlsson gör till sitt på The Lost Colony." Recensenten fortsatte: "Med The Lost Colony tar [Siri Karlsson] ett par stora kliv vidare på sin musikaliska upptäcktsresa. ... Rösterna tillåts ofta stå i centrum och bära dessa stycken. Stycken som låter mig ana små, små dunster av Bo Hansson, Midaircondo, The Flaming Lips, Åsa Jinder, Johan Hedin, ECM – allt det men ändå inte." Jan Gradvall skrev i DI Weekend: "Musiken driver i väg till samma landskap som i John Bauers målningar från 1900-talets gryning. ... Albumtiteln är passande. Att lyssna känns som att bli ledd till en förlorad värld." Upsala Nya Tidnings recensent Ulf Gustavsson skrev: "Siri Karlsson bryter mot den svenska folkmusikens rådande strömningar på ett uppfriskande sätt. Hos denna duo handlar det inte om bordunideal parat med multikulti, utan en öppenhet för experiment där skir folkvisa och polska förenas med tung psych, fritänkande jazz och en hel del annat. Man får gå tillbaka till den tidiga svenska folkproggens mest utstickande former – typ Älgarnas trädgård – för att hitta motsvarigheter." Gustavsson berömde duons samspel och exemplifierade med låten "Gryning över Nallo", där "deras instrument virvlar och sammansmälter runt samma melodistomme", och fortsatte: "Det finns gott om sådana förtätade stunder som visar Arnqvists och Österholms styrka som musikanter. Deras ordlösa röstsjok och producenten Jari Haapalainens rytmer knyter ihop alltsammans till en storslagen och mäktig klangfresk, ja en av de starkaste folkmusikskivor jag hört på länge."

## Låtlista
| Nr           | Titel                                   | Längd |
| ------------ | --------------------------------------- | ----- |
| 1.           | Appaloosa                               | 2:56  |
| 2.           | MIR                                     | 6:16  |
| 3.           | SiriSiri – We Have Seen the Baobab Grow | 4:29  |
| 4.           | House of Cat                            | 5:39  |
| 5.           | Tid                                     | 5:48  |
| 6.           | När mörkret faller                      | 5:43  |
| 7.           | With Love to Mankind                    | 5:22  |
| 8.           | The Grand Bombastic                     | 5:51  |
| 9.           | Gryning över Nallo                      | 3:51  |
| 10.          | Långt där ute                           | 5:56  |
| Total längd: | Total längd:                            | 51:51 |